# Idalus obscura
Idalus obscura là một loài bướm đêm thuộc phân họ Arctiinae, họ Erebidae.